# Labouirat
Labouirat  (in arabo لبويرات‎?) è un centro abitato e comune rurale del Marocco situato nella provincia di Assa-Zag, regione di Guelmim-Oued Noun. Conta una popolazione di 2 128 abitanti (censimento 2014).